# Cantone di Brantôme
Il Cantone di Brantôme è una divisione amministrativa dell'arrondissement di Périgueux.
A seguito della riforma approvata con decreto del 21 febbraio 2014, che ha avuto attuazione dopo le elezioni dipartimentali del 2015, è passato da 11 a 42 comuni.

## Composizione
Gli 11 comuni facenti parte prima della riforma del 2014 erano:
- Agonac
- Biras
- Bourdeilles
- Brantôme
- Bussac
- Eyvirat
- Lisle
- Saint-Front-d'Alemps
- Saint-Julien-de-Bourdeilles
- Sencenac-Puy-de-Fourches
- Valeuil

Dal 2015 i comuni appartenenti al cantone sono passati a 42, ridottisi ai seguenti 41 dal 1º gennaio 2016 per effetto della fusione dei comuni di Brantôme e Saint-Julien-de-Bourdeilles a formare il nuovo comune di Brantôme en Périgord:
- Beaussac
- Biras
- Bourdeilles
- Brantôme en Périgord
- Bussac
- Cantillac
- Chapdeuil
- Champagnac-de-Belair
- Champeaux-et-la-Chapelle-Pommier
- La Chapelle-Faucher
- La Chapelle-Montmoreau
- Condat-sur-Trincou
- Creyssac
- Douchapt
- Eyvirat
- La Gonterie-Boulouneix
- Grand-Brassac
- Les Graulges
- Léguillac-de-Cercles
- Lisle
- Mareuil
- Monsec
- Montagrier
- Paussac-et-Saint-Vivien
- Puyrenier
- Quinsac
- La Rochebeaucourt-et-Argentine
- Rudeau-Ladosse
- Saint-Crépin-de-Richemont
- Saint-Félix-de-Bourdeilles
- Saint-Just
- Saint-Pancrace
- Saint-Sulpice-de-Mareuil
- Saint-Victor
- Sainte-Croix-de-Mareuil
- Segonzac
- Sencenac-Puy-de-Fourches
- Tocane-Saint-Apre
- Valeuil
- Vieux-Mareuil
- Villars